# Lago Bórquez
El lago Bórquez es un cuerpo de agua superficial ubicado en la Región de Aysén que recibe y vierte sus aguas al río Pascua en su comienzo.

## Ubicación y descripción
El Lago Bórquez forma parte del Parque Nacional Bernardo O'Higgins y se describe como atractivo la posibilidad de navegar desde Tortel por el río Pascua y río Bórquez.

## Historia
Luis Risopatrón lo describe como una laguna en su Diccionario Jeográfico de Chile (1924):: 88 
Bórquez (Laguna) 48° 21' 73° 07'. Es de mediana estension, de trasmisión i se encuentra en el curso superior del rio Pascua, a poco de salir del lago San Martin; del apellido del patrón de bote, de las espediciones de 1899 i 1900. 121, p. 23 i 50 i mapa; i lago Inferior en 154.